# Бернингер, Мэтт
Мэтт Бернингер (англ. Matt Berninger; 13 февраля 1971, Цинциннати) — американский певец и автор песен, известный в первую очередь как фронтмен американской инди-рок-группы The National. В 2014 году он также сформировал проект EL VY с Брентом Кнопфом из Ramona Falls и Menomena и выпустил альбом «Return to the Moon» в ноябре 2015 года. 16 октября 2020 года Бернингер выпустил сольный альбом англ. "Serpentine Prison".

## Биография
Мэтт Бернингер закончил католическую частную школу в 1989 году. Изучал графический дизайн в Университете Цинциннати, где подружился со Скоттом Девендорфом.
После университета он сделал карьеру в рекламном бизнесе, но прервал её ради присоединения к группе The National.

### Личная жизнь
Мэтт женат на Карин Бессер, которая участвует в написании текстов песен The National, а также в записи бэк-вокала. У них есть дочь Айла Бернингер. Песня «Afraid of Everyone» была непосредственно связаны с чувствами Мэтта после рождения дочери.

## Дискография

### Альбомы
| Название          | Подробности                                      | Высшие позиции в чартах | Высшие позиции в чартах | Высшие позиции в чартах | Высшие позиции в чартах | Высшие позиции в чартах | Высшие позиции в чартах | Высшие позиции в чартах | Высшие позиции в чартах | Высшие позиции в чартах | Высшие позиции в чартах |
| Название          | Подробности                                      | US                      | AUS                     | AUT                     | BEL (FL)                | FRA                     | GER                     | IRE                     | NLD                     | SWI                     | UK                      |
| ----------------- | ------------------------------------------------ | ----------------------- | ----------------------- | ----------------------- | ----------------------- | ----------------------- | ----------------------- | ----------------------- | ----------------------- | ----------------------- | ----------------------- |
| Serpentine Prison | - Выпущен: 16 октября 2020 - Лейбл: Book Records | 161                     | 32                      | 20                      | 1                       | 82                      | 19                      | 11                      | 18                      | 25                      | 21                      |

### Синглы
| «Walking on a String» (с участием Фиби Бриджерс) | 2019 | —  | 24 | —  | —                 |
| «Serpentine Prison»                              | 2020 | —  | —  | 10 | Serpentine Prison |
| «Distant Axis»                                   | 2020 | —  | —  | 48 | Serpentine Prison |
| «One More Second»                                | 2020 | 22 | —  | 6  | Serpentine Prison |
| «Pray It Away» (with Hannah Georgas)             | —    | —  | —  | —  | All That Emotion  |
| «Let It Be»                                      | 2021 | —  | —  | —  | Serpentine Prison |
| «—» ставится, если альбом не попал в чарт        |      |    |    |    |                   |

#### Как приглашённый артист
| «Representing Memphis» (Booker T. Jones feat. Sharon Jones & Matt Berninger)         | 2011 | —  | —  | —  | —  | The Road from Memphis          |
| «Coming Down» (Clap Your Hands Say Yeah feat. Matt Berninger)                        | 2014 | —  | —  | —  | —  | Only Run                       |
| «My Enemy» (Chvrches feat. Matt Berninger)                                           | 2019 | 17 | 28 | —  | 96 | Love Is Dead                   |
| «7 O’Clock News/Silent Night» (Phoebe Bridgers feat. Fiona Apple and Matt Berninger) | 2019 | —  | —  | —  | —  | If We Make It Through December |
| «We All Have» (Julia Stone feat. Matt Berninger)                                     | 2021 | —  | —  | 37 | —  | Sixty Summers                  |
| «South For The Winter» (Adia Victoria feat. Matt Berninger)                          | 2021 | —  | —  | —  | —  | A Southern Gothic              |
| «—» ставится, если альбом не попал в чарт                                            |      |    |    |    |    |                                |